# Aulus Corneli Cos Arvina
Aulus Corneli Cos Arvina (llatí: Aulus Cornelius P. f. A. n. Cossus Arvina), a qui Titus Livi de vegades anomena simplement Aulus Corneli Arvina, va ser mestre de la cavalleria l'any 353 aC i altra vegada el 349 aC. Formava part de la gens Cornèlia, una família romana patrícia i plebea, i pertanyia a la branca dels Corneli Cos; fou començador, també, de la branca dels Corneli Arvina.
L'any 343 aC, el primer any de la guerra samnita, era cònsol i va ser el primer general que va entrar al Samni, on va patir una emboscada quan marxava per les muntanyes, i va salvar amb prou feines l'exèrcit sobretot gràcies a l'heroisme de Publi Deci. Després va derrotar els samnites i va tornar en triomf a Roma. Va ser altre cop cònsol l'any 332 aC i dictador el 320 aC, en què va derrotar els samnites en una segona guerra. Però alguns autors diuen que la victòria no la va aconseguir ell, sinó els cònsols.
Es tracta del mateix personatge que va ser enviat l'any 321 aC al Samni per recuperar els presoners que els samnites havien deixat lliures després de la batalla de les Forques Caudines, i va ser el fecial d'aquests fets (els fecials eren els missatgers de perpetuar per tradició oral els tractats amb altres ciutats i les violacions d'aquests tractats).